# Omnium

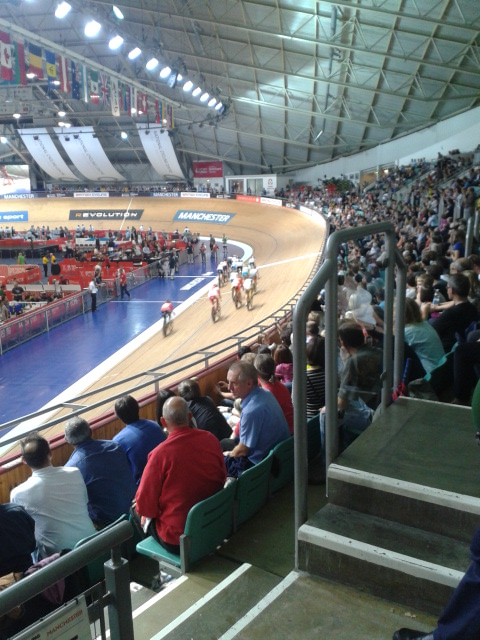
Départ d'une épreuve d'omnium féminin à Manchester en 2013.

L'omnium est une compétition de cyclisme sur piste individuelle composée initialement de quatre épreuves. Elle est introduite au programme des championnats du monde sur piste aux mondiaux de 2007 pour les hommes et en 2009 pour les femmes, et elle devient en 2012 une discipline olympique, comportant alors six épreuves.

## Histoire
Le terme « omnium » est répandu dans le sport d'avant la Première Guerre mondiale et désigne une compétition ouverte à tous, en particulier dans le milieu du turf.
Des omniums cyclistes sont organisés sur des vélodromes depuis le début des années 1910, avec des formats différents. Le but originel est de désigner le coureur le plus complet, à l'image du décathlon en athlétisme. Ce qui n'est plus le cas depuis 2016 où l'omnium sacre désormais le coureur le plus endurant.
Une compétition est organisée le 13 mai 1917 au Parc des Princes et voit s'affronter un sprinteur, un coureur sur route et un stayer (spécialiste du demi-fond).

## Règlements de l'omnium

### Règlement de 2007 à 2010
Durant cette période, les cinq épreuves composant l'omnium sont :
- une course contre la montre de 200 mètres départ lancé
- un scratch de 15 kilomètres
- une poursuite individuelle de 3 kilomètres
- une course aux points de 15 kilomètres comprenant 6 sprints
- une course contre la montre d'un kilomètre (500 mètres pour les femmes)

### Règlement de 2010 à juin 2014
À l'issue des mondiaux 2010, un nouveau règlement est instauré par l'UCI. Il est mis en place à partir des championnats du monde de 2011 et des Jeux olympiques de 2012. La compétition se dispute sur deux jours et non plus un seul, et une sixième épreuve est ajoutée : la course à l'élimination.
À partir de 2011, l'omnium comprend six épreuves se déroulant sur deux journées selon l'ordre ci-après:
1. Tour lancé[1]
2. Course aux points[2]
3. Course à l'élimination
4. Poursuite individuelle[3]
5. Scratch
6. Contre-la-montre[4]

En cas d'ex æquo, le vainqueur est le coureur ayant réalisé le meilleur temps cumulé lors des épreuves contre-la-montre.

### Règlement de juin 2014 à octobre 2016
Chaque épreuve donne lieu à un classement individuel. Les classements des coureurs sur les épreuves sont cumulés. Les cinq premières épreuves donnent lieu à un classement complet. Pour ces cinq épreuves seulement, chaque gagnant se voit attribuer 40 points, chaque deuxième se voit attribuer 38 points, chaque troisième se voit attribuer 36 points, etc. Les coureurs classés 21e et au-delà se voient attribuer 1 point chacun.
Les épreuves se déroulent dans cet ordre :
1. Scratch
2. Tour lancé[1]
3. Poursuite individuelle[5]
4. Course à l'élimination
5. Contre-la-montre[6]
6. Course aux points[7]

Avant le départ de la course aux points, un classement actuel avec le total des points doit être établi et les coureurs débutent la course aux points avec ces points accumulés au cours des cinq premières épreuves. Les coureurs ajoutent ou perdent des points de leur total de points, sur la base des tours gagnés et perdus ainsi que sur la base des points remportés lors des sprints durant la course aux points.
Le classement général final de l'omnium évolue par le biais de la course aux points. Le gagnant de l’omnium est le coureur ayant obtenu le plus haut total de points.
En cas d'ex æquo, le vainqueur est le mieux classé lors du sprint final de la dernière épreuve, la course aux points.

### Règlement actuel
Après les Jeux olympiques de Rio de 2016, lors du congrès de l'UCI à Doha (en même temps que les championnats du monde de cyclisme sur route), le règlement est modifié. La première compétition majeure avec le nouveau format est le championnat d'Europe de 2016. Les épreuves sont réduites de six à quatre et se déroulent toutes en peloton sur une seule journée. De plus, la course tempo devient l'une des quatre manches au programme. Pour l'UCI, il s'agit de définir l'omnium comme la spécialité des coureurs endurants.
Les épreuves, se déroulant en une seule journée, sont :
1. Scratch
2. Tempo[12]
3. Course à l'élimination
4. Course aux points[13]

## Déroulement de la compétition
Dans la mesure du possible, les épreuves sont séparées les unes des autres par un intervalle d'au moins 30 minutes. Les épreuves ont lieu sur une seule journée depuis octobre 2016.
Un concurrent qui ne s'aligne pas au départ d'une épreuve n'est pas autorisé à participer aux épreuves suivantes et est déclaré avoir abandonné la compétition. Sauf pour l'élimination, tout coureur étant retiré de toute autre épreuve est pénalisé par une déduction de 40 points.
Dans le cas du scratch et du tempo, tout coureur ne terminant pas la course en raison d'une chute, ou ne pouvant pas remonter en piste dans le dernier kilomètre, se voit attribuer un seul point.

## Jeux olympiques
Nouvelle épreuve olympique lors des Jeux de Londres en 2012, les premiers médaillés olympiques de cette discipline sont :
- chez les hommes, le Danois Lasse Norman Hansen (médaillé d'or), le Français Bryan Coquard (médaillé d'argent) et le Britannique Edward Clancy (médaillé de bronze) ;
- chez les femmes, la Britannique Laura Kenny (médaillée d'or), l'Américaine Sarah Hammer (médaillée d'argent) et l'Australienne Annette Edmondson (médaillée de bronze).

Lors de l'omnium masculin des Jeux olympiques de Rio en 2016, l'Italien Elia Viviani remporte la médaille d'or, alors que le Britannique Mark Cavendish et le Danois Lasse Norman Hansen s'octroient respectivement les médailles d'argent et de bronze. Concernant l'épreuve féminine, la Britannique Laura Kenny et l'Américaine Sarah Hammer obtiennent à nouveau les médailles d'or et d'argent tandis que la Belge Jolien D'Hoore gagne la médaille de bronze.
Durant les jeux olympiques de Paris 2024, le Français Benjamin Thomas remporte la médaille d'or à l'épreuve d'omnium masculin. Deuxième avant la dernière épreuve de l’omnium, Benjamin Thomas a dominé la course aux points, malgré une chute dans la deuxième partie, pour s’offrir le titre olympique avec 164 points. Il devance le Portugais Iúri Leitão (153 points) et le Belge Van den Bossche (131 points).
Chez les femmes, le podium a été âprement disputé et c'est finalement la cycliste américaine Jennifer Valente du haut de ses 144 pts qui remporte la médaille d'or. Deuxième, la Polonaise Daria Pikulik termine l'épreuve avec 131 points. La médaille de bronze revient à la Néo-Zélandaise Ally Wollaston qui obtient un total de 125 points. La championne belge Lotte Kopecky qui faisait partie des favorites échoue à la quatrième place avec un total de 116 points.